# جایزه بزرگ هلند ۱۹۷۸
جایزه بزرگ هلند ۱۹۷۸ (انگلیسی: ‎1978 Dutch Grand Prix‎) یک مسابقهٔ موتوری در رشتهٔ اتومبیل‌رانی فرمول یک بود که در تاریخ ۲۷ اوت ۱۹۷۸ در پیست زاندفورت واقع در زاندفورت، هلند برگزار شد. این گراند پری در میان ۱۶ گراند پری در فصل ۱۹۷۸، مسابقهٔ شمارهٔ ۱۳ بود.
در این مسابقه که در ۷۵ دور و به مسافت ۳۱۶٫۹۵ کیلومتر (۱۹۶٫۹۴۴ مایل) برگزار شد، پول پوزیشن توسط ماریو اندرتی کسب شد و سریع‌ترین زمان برای طی یک دور پیست که برابر با ۱:۱۹٫۵۷ بود نیز توسط نیکی لائودا به ثبت رسید.
ماریو اندرتی از تیم لوتوس-فورد، رونی پیترسن از تیم لوتوس-فورد و نیکی لائودا از تیم برابام-آلفا رومئو به‌ترتیب مقام‌های اول تا سوم مسابقه را کسب کردند.

## رده‌بندی قهرمانی پس از مسابقه
| جایگاه | راننده        | امتیاز |
| ------ | ------------- | ------ |
| ۱      | ماریو اندرتی  | ۶۳     |
| ۲      | رونی پیترسن   | ۵۱     |
| ۳      | نیکی لائودا   | ۳۵     |
| ۴      | پاتریک دیپلر  | ۳۲     |
| ۵      | کارلوس روتمان | ۳۱     |
| منبع:  |               |        |

| جایگاه | سازنده            | امتیاز |
| ------ | ----------------- | ------ |
| ۱      | لوتوس-فورد        | ۸۵     |
| ۲      | برابام-آلفا رومئو | ۴۴     |
| ۳      | فراری             | ۳۶     |
| ۴      | تایرل-فورد        | ۳۶     |
| ۵      | لیجیه-ماترا       | ۱۶     |
| منبع:  |                   |        |

یادداشت
- تنها پنج جایگاه نخست از هر رده‌بندی نمایش داده شده است.